# ミニモニ。テレフォン! リンリンリン/ミニモニ。バスガイド
「ミニモニ。テレフォン! リンリンリン/ミニモニ。バスガイド」は、女性アイドルグループミニモニ。の2枚目のシングル。2作連続の週間オリコンチャート1位を獲得した。

## 収録曲
全作詞・作曲：つんく、全編曲：小西貴雄
1. ミニモニ。テレフォン! リンリンリン
2. ミニモニ。バスガイド
3. ミニモニ。テレフォン! リンリンリン (オリジナル・カラオケ)
4. ミニモニ。バスガイド (オリジナル・カラオケ)

## 参加ミュージシャン
- 小西貴雄 - プログラミング&キーボード(1,2)
- 勝浦剛 - マニピュレータ(1,2)
- つんく - コーラス＆ボイス(1,2)
- 住吉中 - ベース(2)
- 朝井泰生 - ギター(2)

## タイアップ
「ミニモニ。テレフォン! リンリンリン」のタイアップ
- テレビ東京系「おはスタ」挿入歌[2]
- テレビ東京系「アイドルをさがせ!」エンディング・テーマ
- ショウワノート（mini-moni。新学期シリーズ）[3]
- タカラ（ミニモニ。パソコンだピョン!）[3]

## カバー
ミニモニ。テレフォン! リンリンリン
- まつぞーシスターズ - コロムビアミュージックエンタテインメント版カバー音源。初出は2002年2月21日発売『TVこどものうた ミニモニ。テレフォンリンリンリン!』（規格品番：COCX-31818〜9）。

## 関連商品
- 当時、タカラから、「ミニモニ。テレフォン! リンリンリン」のミュージック・ビデオに登場した携帯電話を玩具化した商品「ミニモニ。テレフォンリン3 !」が発売された[4]。